# Spiele für Schulkinder
Spiele für Schulkinder (auch: Spiele für Kinder im schulpflichtigen Alter und Lach doch mal) (Naerata ometi; Игры для детей школьного возраста) ist ein sowjetischer Spielfilm der estnischen Regisseure Leida Laius und Arvo Iho aus dem Jahr 1986 nach einem Buch von Silvia Rannamaa. Der Coming-of-Age-Film erhielt mehrere nationale und internationale Preise,  darunter bei der Berlinale 1987 . Die digital restaurierte Fassung wurde erneut zu den 75. Internationalen Filmfestspielen Berlin 2025 in der Sektion Berlinale Classics eingeladen.

## Titel
Es gab in den verschiedenen Jahren und Sprachen verschiedene Titel für diesen Film
- estnisch Naerata ometi, übersetzt  etwa Lache trotzdem!
- russisch, Игры для детей школьного возраста,  übersetzt Spiele für Kinder im Schulalter
- deutsch  Spiele für Schulkinder (DDR); Spiele für Kinder im schulpflichtigen Alter (später in der Bundesrepublik), Lach doch mal (in der Gegenwart gelegentlich)

Bei den deutschsprachigen Vorführungen wird inzwischen meist der estnische Originaltitel  Naerata ometi mit verwendet, da die vorherigen deutschen Titel Übersetzungen der russischen abweichenden Bezeichnungen waren.

## Handlung
Die 16-jährige Mari flüchtet per Anhalter aus einem Kinderheim, in dem sie sich nach dem Tod ihrer Mutter seit einiger Zeit aufhält. Doch ihr alkoholabhängiger Vater, der eine neue Freundin hat, will sie nicht um sich haben und schickt sie in die Einrichtung zurück. Sie geht mangels Alternativen erst einmal zum Bahnhof und hält sich dort länger auf. Nach einiger Zeit wird sie von drei Jungen bedrängt, die sie zu einem Kuss zwingen wollen, und aus dieser Situation von einer Gruppe Mädchen befreit. Während des Handgemenges kommt die Polizei, die Jungen können fliehen, die Mädchen werden verhaftet. Mari wird von einer Heimbetreuerin aus dem Polizeigewahrsam abgeholt und fährt mit ihr im Bus zurück ins Heim. Im Verlauf des Films stellt sich heraus, dass die Erzieherin selbst einmal dort ein Heimkind war und geblieben ist, um den Kindern zu helfen.
Im Heim erkennt Mari in Ronny den Jungen wieder, der bei der Belästigung am Bahnhof der Anführer war. Er hatte fünf Tage Ausgang zu seinen Eltern, war aber dort nie angekommen. Im Heim ist er sowohl bei den jüngeren Kindern als auch seinen Altersgenossen sehr beliebt und auch hier eine Art Wortführer. Er verfolgt Mari erneut, doch die findet in dem zurückhaltenden und musikalischen Tauri einen Unterstützer. Zwischen den beiden findet eine zarte Annäherung statt. Diese Gedanken vertraut sie ihrem Tagebuch an, wie auch ihre Einsamkeit und das Gefühl, nicht dazu zu gehören und keinen Anschluss an Gleichaltrige zu finden. Als eines Tages die älteren Mädchen um ihre Anführerin Katrin einen Protest gegen die lieblose Verpflegung beschließen, weil eine Suppe zum Mittagessen – wie so häufig – ungenießbar und angebrannt ist, nimmt Mari an dieser Protestaktion nicht teil, was sie erneut zur Außenseiterin macht.
Die Jugendlichen treffen sich in einem nahegelegenen verfallenen Haus im Wald, das sie sich mit Möbeln vom Sperrmüll einrichten. Hier treffen sie sich, um dem Heimalltag zu entkommen, feiern Partys und träumen von der Zukunft. Mari entdeckt die Wohnhausruine zufällig – und trifft auf Ronny, der sich von einer ganz anderen Seite zeigt. Die beiden entdecken Gemeinsamkeiten und kommen sich näher. Das bleibt Katrin, der Wortführerin unter den älteren Mädchen, nicht verborgen. Da sie selbst für Ronny schwärmt, entwendet sie aus Rache Maris Tagebuch. In der Ruine liest sie in einer größeren Runde daraus vor, während Mari danebensitzt und vor Scham, und weil sie sich nicht anders zu helfen weiß, zu weinen beginnt. Ronny beendet die Situation, indem er Katrin das Tagebuch entwindet und es Mari zurückgibt. Kurze Zeit später unternimmt Mari im Heim einen Selbstmordversuch mit Tabletten, wird jedoch rechtzeitig gerettet.
Dass Mari und Ronny sich nähergekommen sind, ist dem zurückhaltenden Tauri nicht recht, der sich in sie verliebt hat. Bei einer Prügelei zwischen den beiden Jungen wird Tauri so stark verletzt, dass er ins Krankenhaus muss. Während einer Befragung durch die Heimleitung gibt Mari Belege dafür an, wie hilfsbereit Ronny ist und dass er vor allem für die kleineren Kinder ein großes Vorbild sei – und lügt, dass er es eigentlich gewesen sei, der sie am Bahnhof gerettet habe. Doch ihre Aussage hilt nicht weiter, am Ende wird er von der Polizei abgeführt.

## Produktion
Die Darstellerinnen und Darsteller des Films waren überwiegend Laien. Er wurde mit Handkamera und in Farbe gedreht.

## Aufführungen (Auswahl)
Der Film wurde im Januar 1985 erstmals in Tallinn gezeigt, im Mai 1986 beim sowjetischen Allunionsfilmfestival in Alma-Ata,  1987 in West-Berlin  und im September 1988 in der DDR, (wo er aber vom 21. November 1988 bis 3. November 1989 nicht aufgeführt werden durfte, wie vier weitere sowjetische Spielfilme auch). Am 9. Oktober 1987 wurde er erstmals im sowjetischen Fernsehen gezeigt.
- 23. Januar 1985 Tallinn,  Haus des Kinos,   Erstaufführung für Journalisten durch Tallinnfilm
- 28. November 1985 Tallinn, Kino Sõprus
- 28. April 1986 Estland
- Mai 1986 Allunionsfilmfestival in Alma-Ata, mit Preis
- 1986 Sowjetisch-Estnisches Filmfestival, mit mehreren Preisen
- 1986 European Film Festival, Integration you and me, Koszalin, Polen,   Festival junger Filmemacher aus den sozialistischen Ländern,  mit Preisen
- August 1986 Moskau
- 1986 FIPRESCI Symposium Repino, UdSSR
- 1987 Internationales Filmfestival  für die Jugend, Paris
- 1987 Internationale Filmfestspiele Berlin, mit Preis
- 1987 Estnische Filmtage, Helsinki, Finnland
- 20./24. September 1988  16. Tage des sozialistischen Films in Dresden
- 30. Oktober 1988 XVII. Festival des sowjetischen Films in Berlin, am 21. November mit vier weiteren sowjetischen Filmen verboten und am 3. November 1989 wieder zugelassen[5]

- 1989 Internationales Filmfestival La Rochelle, Frankreich
- 1990 Internationales Frauenfilmfestival Créteil, Frankreich, mit Graine de Cinéphage
- 2023 Kino Arsenal Berlin[6]
- 2023 Estnische Filmtage  Lissabon, Portugal
- 2023 Nordische Filmtage Lübeck

- 2025 Internationale Filmfestspiele Berlin, Erstaufführung der  digital in 4K restaurierten Fassung, in der Kategorie Berlinale Classics[7] Co-Regisseur Arvo Iho zeichnete auch für die Restaurierungsfassung verantwortlich.[1]

## Kritik
In der Tageszeitung Neues Deutschland meinte Horst Knietzsch, der den Film anlässlich der Tage des sozialistischen Films gesehen hatte, dass der Film künstlerisch bemerkenswert und mit scharfen sozialen Akzenten versehen sei. Das Lexikon des internationalen Films bezeichnete den Film als einen „kritisch“ realistischen und „meisterhaft“ inszenierten „Film über die Beziehungen von Heimkindern“.

## Auszeichnungen
Der Film erhielt mehrere sowjetische und internationale Auszeichnungen
- 1986: XIX. All-Unionsfilmfestival in Alma Ata: Hauptpreis für die Regisseure, sowie für das beste Drehbuch[10]
- 1986 Sowjetisch-Estnisches Filmfestival, Hauptpreise: Bester Spielfilm, Bester Kinder- und Jugendfilm,   Beste künstlerische Arbeit, Beste Originalmusik, und Schauspielerin Monika Järve
- 1986 Europäisches Filmfestival Koszalin, Polen: Wojciech-Wiszniewski-Sonderpreis der Journalisten und Filmkritiker, Preis der polnischen Jugendzeitschrift Walka Młodych
- 1986 Umfrage der Filmzeitschrift Sowjetski ekran, Zweitbester sowjetischer Film des Jahres 1986
- 1987: Internationale Filmfestspiele Berlin: UNICEF-Preis[11]
- 1987 Internationales Jugendfilmfestival Paris Beste Nachwuchsschauspielerin Monika Järve